# Walter Althammer
Walter Althammer (* 12. März 1928 in Augsburg; † 16. Februar 2025) war ein deutscher Jurist und Politiker (CSU).

## Leben und Beruf
Althammer wurde als Sohn des Polizeiobermeisters Peter Althammer geboren. Nach dem Schulbesuch in Augsburg nahm er 1945 kurzzeitig als Infanteriesoldat am Zweiten Weltkrieg teil und geriet in Gefangenschaft. Anschließend besuchte er das Internat der Maristen-Schulbrüder in Mindelheim, wo er 1948 am dortigen Maristenkolleg das Abitur ablegte. Er nahm 1949 ein Studium der Rechts- und Staatswissenschaften an der Ludwig-Maximilians-Universität München sowie an der Hochschule für Politische Wissenschaften auf und arbeitete neben dem Studium als Bauarbeiter und Dachdecker. Nach dem ersten juristischen Staatsexamen 1952 absolvierte Althammer ein Rechtsreferendariat. 1954 wurde er mit der Arbeit Der Begriff des Beteiligten im Verwaltungsprozeß zum Dr. jur. promoviert und besuchte anschließend die Verwaltungshochschule in Speyer. 1955 wurde er wissenschaftlicher Assistent bei Theodor Maunz und 1956 beendete er seine Ausbildung mit dem zweiten juristischen Staatsexamen.
Althammer war 1956/57 als Rechtsanwalt tätig, arbeitete von 1957 bis 1961 als Verwaltungsrat bei der Stadtverwaltung Augsburg und war daneben als Lehrer an der Bayerischen Verwaltungsschule tätig. Er wurde 1961 zum Oberregierungsrat ernannt und anschließend als Regierungsdirektor ins bayerische Ministerium für Unterricht und Kultus berufen. Seit 1972 war er wieder als Rechtsanwalt tätig. Bis 1984 war er Verwaltungsratsmitglied der Deutschen Ausgleichsbank, zu deren stellvertretendem Vorstandsvorsitzenden er 1985 aufrückte und deren Vorstandsvorsitzender er von 1991 bis 1993 war.
Althammer war seit 1965 Präsident der Südosteuropa-Gesellschaft in München und wurde 2000 zu deren Ehrenvorsitzenden gewählt. Er war Mitglied der katholischen Studentenverbindung K.St.V. Ludovicia Augsburg. 1983 wurde er nach 25-jähriger Ehe, aus der drei Kinder hervorgingen, geschieden und lebte in Königswinter.

## Partei
Althammer trat 1952 der CSU sowie der Jungen Union (JU) bei und war von 1955 bis 1961 Vorsitzender des JU-Bezirksverbands Augsburg. Von 1978 bis 1986 war er Zweiter Vorsitzender der CSU-nahen Hanns-Seidel-Stiftung.

## Abgeordneter
Althammer wurde 1961 erstmals in den Deutschen Bundestag gewählt und vertrat als Direktkandidat dort stets den Wahlkreis Augsburg-Land. Vom 5. Oktober 1967 bis zum Ende der Wahlperiode 1969 war er dort Vorsitzender des Rechnungsprüfungsausschusses. Von 1976 bis 1980 war er Vorsitzender des Untersuchungsausschusses zum Abhörfall Strauß. Von 1980 bis 1982 leitete er den Unterausschuss Auswärtige Kulturpolitik des Auswärtigen Ausschusses. Von 1976 bis 1980 und von 1982 bis 1984 war er stellvertretender Vorsitzender der CDU/CSU-Fraktion und gleichzeitig stellvertretender Vorsitzender der CSU-Landesgruppe im Bundestag. Am 14. April 1985 legte er sein Bundestagsmandat nieder. Als Abgeordneter engagierte er sich vor allem als Sprecher seiner Fraktion im Haushaltsausschuss des Bundestages. Er war der letzte lebende Abgeordnete der vierten Wahlperiode des Deutschen Bundestags (1961–1965) und somit der wohl letzte lebende Bundestagsabgeordnete, der Konrad Adenauer zum Bundeskanzler gewählt hat.
Von 1981 bis 1983 war Althammer Mitglied der Parlamentarischen Versammlung des Europarates.

## Auszeichnungen
- 1970: Bayerischer Verdienstorden
- 1979: Großes Verdienstkreuz der Bundesrepublik Deutschland
- 1993: Großes Verdienstkreuz mit Stern der Bundesrepublik Deutschland

## Werke
- Gegen den Terror. 1986, Bonn Aktuell im Olzog Verlag, 236 Seiten